# Erik Johansson (skådespelare, 1891–1939)
Erik August Valdemar Johansson, född 25 november 1891 i Hedvig Eleonora församling, Stockholm, död 5 maj 1939 på Lidingö, var en svensk skådespelare.
Johansson är begravd på Lidingö kyrkogård.

## Filmografi i urval
- 1913 – Amors pilar eller Kärlek i Höga Norden
- 1913 – Lappens brud eller Dramat i vildmarken
- 1920 – Carolina Rediviva (student)
- 1925 – Två konungar (gäst vid Fredmans bord på Gröna Lund)
- 1926 – Hon, Han och Andersson (Johansson, aktör)
- 1928 – Svarte Rudolf (gäst på bal/Bedas pojkvän)
- 1932 – Söderkåkar (Erik "Jerker" Jeson, bror till Johan)
- 1934 – Anderssonskans Kalle (ej krediterad, styrman)
- 1935 – Flickornas Alfred (Per Jönsson, vittne)
- 1936 – 65, 66 och jag (ej krediterad, livgardist)
- 1936 – Ä' vi gifta? (ej krediterad, kaféföreståndare)
- 1936 – Spöket på Bragehus (dräng)
- 1937 – En flicka kommer till sta'n (ej krediterad, korvförsäljare)
- 1937 – Familjen Andersson (ej krediterad, en av Kalles bekanta vid båtutflykten)
- 1938 – På kryss med Albertina (ej krediterad, bartender i Mariehamn)
- 1938 – Du gamla du fria (tågpassagerare)
- 1939 – Melodin från Gamla Stan (ej krediterad, en man vid Djurgårdsfärjan)

## Teater

### Roller (ej komplett)
| År   | Roll                          | Produktion                                                    | Regi                         | Teater                                                    |
| ---- | ----------------------------- | ------------------------------------------------------------- | ---------------------------- | --------------------------------------------------------- |
| 1928 |                               | Din eller min Anders Boman                                    |                              | Söders friluftsteater                                     |
| 1929 |                               | Westerbergs pojke Gideon Wahlberg                             |                              | Söders friluftsteater flyttad till Mosebacketeatern       |
| 1929 |                               | Fjällgatan 14 Sigge Fischer                                   |                              | Mosebacketeatern                                          |
| 1930 | Johan Jansson, murarbas       | Söderkåkar Gideon Wahlberg                                    | Hugo Jacobson                | Tantolundens friluftsteater Flyttad till Mosebacketeatern |
| 1931 | Davidsson, mäklare Portiern   | Ta' fast tjuven Gran                                          |                              | Mosebacketeatern                                          |
| 1931 |                               | Äventyr vid kolonistugan Gideon Wahlberg och Walter Stenström |                              | Mosebacketeatern                                          |
| 1931 | Smeden                        | I gamla Djurgårdssta'n Gideon Wahlberg                        | Gideon Wahlberg              | Tantolundens friluftsteater                               |
| 1931 |                               | Augustas lilla felsteg Siegfried Fischer                      |                              | Mosebacketeatern                                          |
| 1932 |                               | Tokstollar och högfärdsblåsor Gideon Wahlberg                 | Gideon Wahlberg              | Tantolundens friluftsteater Flyttad till Mosebacketeatern |
| 1932 |                               | Skeppar Ömans flammor Siegfried Fischer                       |                              | Mosebacketeatern                                          |
| 1933 | Specerihandlare Gotte Jonsson | En Söderpojke Siegfried Fischer                               | Siegfried Fischer            | Mosebacketeatern                                          |
| 1933 |                               | Amandas kärlekspant Siegfried Fischer                         | Siegfried Fischer            | Mosebacketeatern                                          |
| 1933 |                               | Frans Fransson och son Ernst Berge                            | Thor Modéen                  | Vanadislundens friluftsteater                             |
| 1933 |                               | Den tappre soldaten Schwejk Jaroslav Hašek                    | Oscar Winge                  | Södra Teatern                                             |
| 1933 |                               | Lyckliga Jönsson Toralf Sandø                                 | Björn Hodell                 | Södra Teatern                                             |
| 1934 |                               | Pettersson – Sverge Oscar Rydqvist                            | Sigurd Wallén                | Vanadislundens friluftsteater flyttad till Södra Teatern  |
| 1936 |                               | Fröken Grönlunds pojke Sigge och Arthur Fischer               | Sigge Fischer Arthur Fischer | Mosebacketeatern                                          |
| 1936 |                               | Augustas lilla felsteg Sigge Fischer                          |                              | Mosebacketeatern                                          |
| 1937 | Bergsprängaren                | Bergsprängarbruden Albin Erlandzon                            | Sigge Fischer                | Mosebacketeatern                                          |
| 1937 |                               | Va' händer hos Jonssons Siegfried Fischer                     |                              | Söders friluftsteater                                     |